# جیمز جی. کوزنز
جیمز جی. کوزنز (به انگلیسی: James J. Couzens) سناتور سابق عضو حزب جمهوری‌خواه ایالات متحده آمریکا بود. وی در سال ۱۹۲۲ تا ۱۹۳۶ میلادی سناتور ایالت میشیگان در سنای ایالات متحده آمریکا بود.